# Chemosphere (maison)
Pour les articles homonymes, voir Chemosphere.

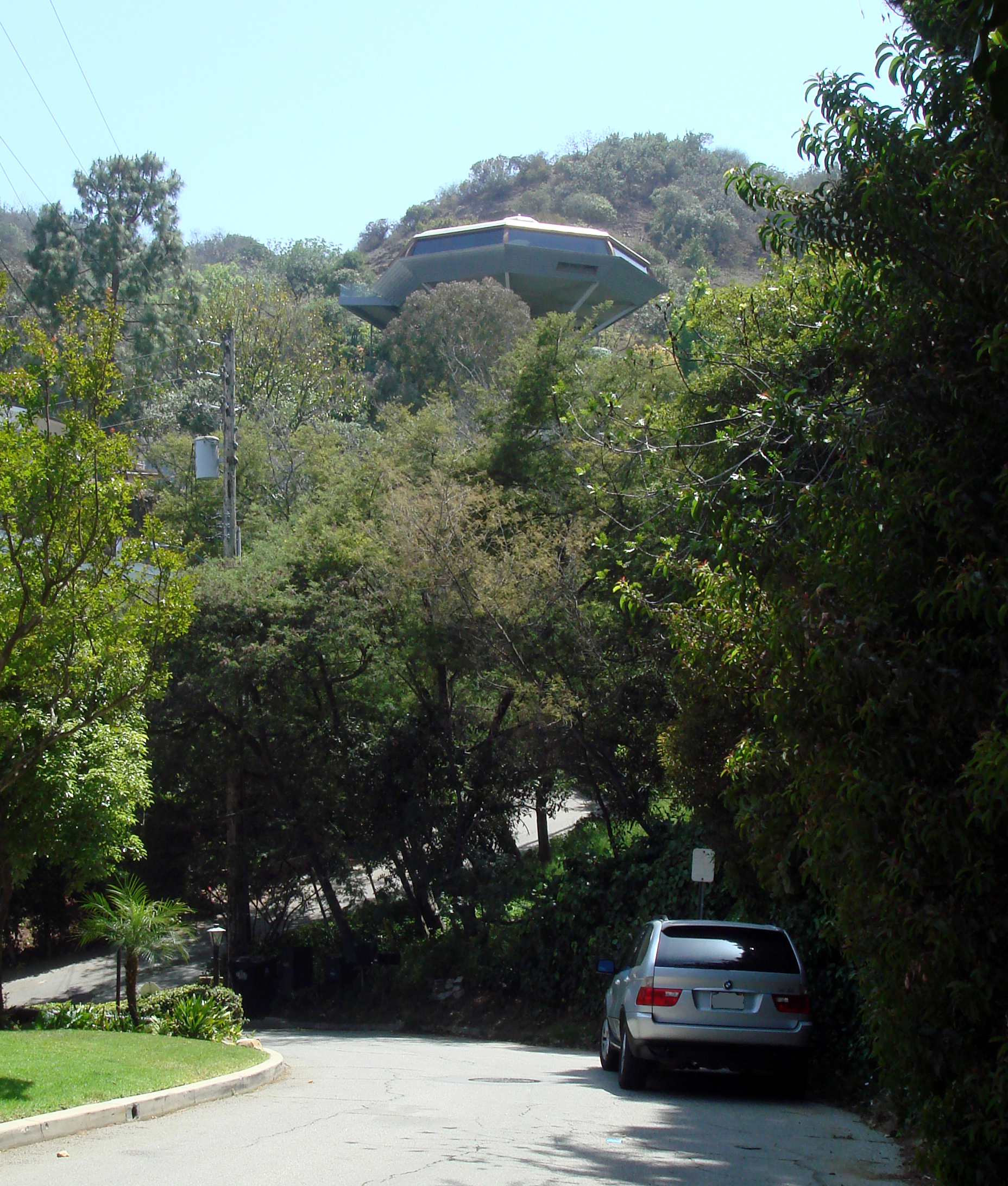
La Chemosphere vue depuis la rue : l'allée, visible au premier plan, descend jusqu'au bas de la colline.

La Chemosphere, ou résidence Malin du nom de son premier propriétaire, est une maison construite en 1960 à Los Angeles, en Californie, par l'architecte américain John Lautner, dans un style moderniste innovant.

## Description de la maison et de son environnement
Le bâtiment s'élève sur le versant de Hollywood Hills surplombant la vallée de San Fernando, juste au-dessus de Mulholland Drive. Situé à l'adresse 7776 Torreyson Drive, il est desservi par un funiculaire.
La maison est constituée d'un unique étage prenant la forme d'un octogone de 18 mètres de diamètre, offrant 204 m2 de surface habitable, posé sur un pilier de béton creux de 9 mètres de haut et 1,5 mètre de diamètre. Ce design original est la solution que Lautner a trouvée pour construire sur un terrain présentant une pente de 45 degrés, qui était considéré comme pratiquement inexploitable. Ce terrain avait été donné à un jeune ingénieur aérospatial, Leonard Malin, par son beau-père ; malgré ses moyens limités, Malin était résolu à vivre là.
Grâce à un piédestal de presque 6 mètres de diamètre, enterré et supportant le pilier, la maison a survécu à plusieurs séismes et pluies torrentielles.

## Propriétaires successifs
En 1976, le deuxième propriétaire de la maison, le Dr Richard Kuhn, y a été poignardé à mort par deux cambrioleurs, qui ont été condamnés à la prison à perpétuité.

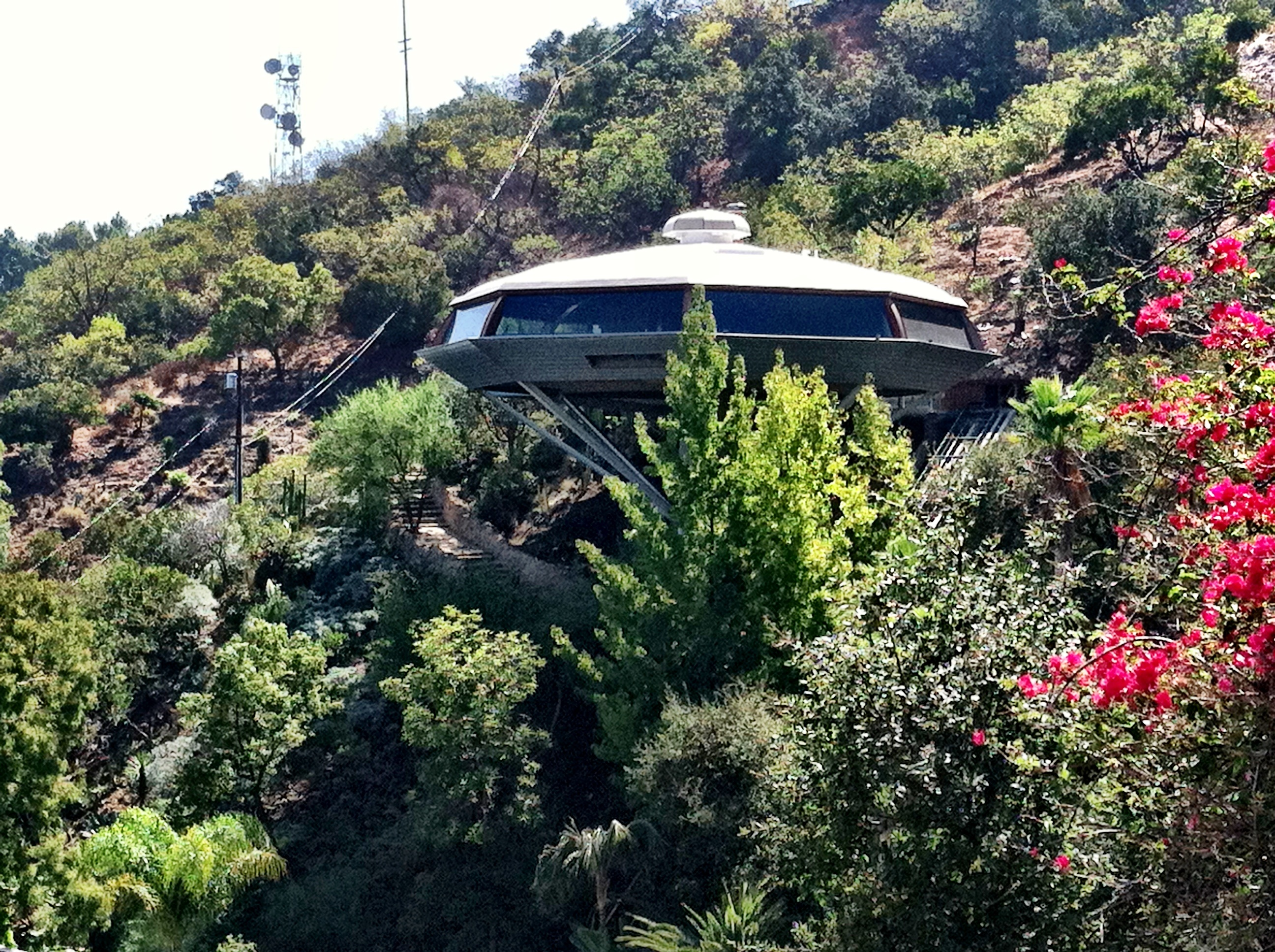

En 1997, l'intérieur était en mauvais état. En effet, la maison avait été louée pendant dix ans et utilisée pour des fêtes, au cours desquelles la décoration avait subi des dégâts importants.
Depuis 1998, elle appartient à Benedikt Taschen, de la maison d'édition allemande Taschen, qui l'a restaurée. Cette restauration lui a valu un prix du Los Angeles Conservancy (en).

## Critique
La maison, que l'Encyclopædia Britannica a qualifiée en 1961 de « maison la plus moderne du monde » (« the most modern home built in the world »), est admirée à la fois pour l'ingéniosité de la solution qu'elle propose au problème du terrain, et pour son design unique, rappelant celui d'une soucoupe volante.
La maison a été reconnue Los Angeles Historic-Cultural Monument le 10 août 2004.
La maison fait partie de la rétrospective du travail de Lautner qui a été exposée au Hammer Museum de Los Angeles entre août et octobre 2008.
La maison a été listée parmi les dix plus belles maisons de Los Angeles dans un sondage mené auprès d'experts par le Los Angeles Times en décembre 2008.
Le 10825 route 11 à Six Roads dans le Nouveau-Brunswick, au Canada, construit en 1970 par Yvon St-Cœur, est une réplique quasi exacte de la Chemosphere.

## Culture populaire
Le bâtiment a été utilisé pour la première fois dans une fiction en 1964 comme résidence futuriste dans l'épisode The Duplicate Man de la série télévisée Au-delà du réel, d'après une nouvelle de science-fiction écrite par Clifford D. Simak. Les scènes d'extérieur ont été tournées sur place, tandis qu'un décor reproduisant l'intérieur de la maison a été construit pour les autres scènes.
Il a aussi été utilisé en 1984 dans le film Body Double, où il sert de garçonnière. En 2000, dans le film Charlie et ses drôles de dames, il appartient à un génie ayant fait fortune dans l'informatique.
Un bâtiment similaire apparait en 2004 dans le jeu vidéo Grand Theft Auto: San Andreas, près du panneau « VINEWOOD » (parodie du panneau « HOLLYWOOD »), dans la ville fictive de Los Santos parodiant Los Angeles.
En 1996, dans l'épisode Un poisson nommé Selma de la série télévisée Les Simpson, on découvre que le personnage de Troy McClure vit dans une maison similaire.
Les invités de Current TV apparaissent dans un décor qui est une réplique exacte de l'intérieur de la maison. Le personnage de Desolation Jones (en), dans le comics de Warren Ellis, vit dans la Chemosphere.
Dans la série d'animation Les Jetson, dont la diffusion a commencé deux ans après la construction de la maison, tous les bâtiments sont de forme circulaire et reposent sur des piliers. Dans la série télévisée Perdus dans l'espace, le vaisseau spatial de la famille Robinson, le Jupiter 2, est similaire à la Chemosphere.
La Chemosphere apparaît en 2015 dans le générique de fin du film À la poursuite de demain.
Dans le thriller Étoile morte de Ivan Zinberg, publié en 2015, l'inspecteur Sean Madden vit dans la Chemosphere.